# Baker-Schwertlilie
Die Baker-Schwertlilie (Iris bakeriana) ist eine Pflanzenart aus der Gattung der Schwertlilien (Iris) innerhalb der Familie der Schwertliliengewächse (Iridaceae). Das Artepitheton ehrt den britischen Botaniker John Gilbert Baker (1834–1920).

## Merkmale
Die Baker-Schwertlilie ist eine ausdauernde krautige Pflanze. Dieser Geophyt bildet Knollen, die oft unzutreffend „Zwiebeln“ genannt werden, als Überdauerungsorgane. Die Laubblätter sind rund und besitzen acht Rippen. Die Hängeblätter besitzen weder einen gelben Flecken, noch einen Mittelwulst. Die Spitze der Hängeblätter ist ursprünglich dunkelviolett gefärbt.
Die Blütezeit reicht von März bis April.
Die Chromosomenzahl beträgt 2n = 20.

## Vorkommen
Die Baker-Schwertlilie kommt in der Südost-Türkei, im Nord-Irak und im West-Iran in Eichen-Buschwäldern in Höhenlagen um 1000 Meter vor.

## Nutzung
Die Baker-Schwertlilie wird selten als Zierpflanze genutzt. Sie ist seit spätestens 1889 in Kultur.